# RKO Pictures
RKO (Radio-Keith-Orpheum) Pictures, även RKO Radio Pictures, är ett amerikanskt filmbolag grundat 1928 som en gång i tiden var ett av de fem stora filmbolagen i Hollywood, men som numera är ett mindre produktionsbolag.

## Bakgrund
Bolaget grundades 1928, genom en hopslagning av biografkedjan "Keith-Albee-Orpheum", ett antal mindre filmproduktionsbolag och även en avdelning inom Radio Corporation of America (RCA), som ville få användning för sitt ljudfilmssystem. Största ägare i början var just RCA. Mellan 1931 och 1933 var David O. Selznick produktionsansvarig för bolaget.
Stora skådespelare anställda hos RKO var bl.a. Robert Mitchum, Cary Grant, Katharine Hepburn, Fred Astaire, Ginger Rogers.
RKO gjorde ett antal framgångsrika filmer, som King Kong, En sensation, Notorious! och Ingen fara på taket. RKO distribuerade även långfilmerna från Walt Disney Productions mellan 1937 fram till 1954 liksom deras kortfilmer från 1937 till 1956. 1953 startade Disney sitt eget distributionsbolag, Buena Vista Distribution.
Trots flera framgångsrika filmer drogs bolaget med problem. 1948 köpte Howard Hughes en majoritet av bolaget men han kom i konflikt med andra delägare och bolaget gick allt sämre. 1955 sålde han bolaget till däcktillverkaren General Tire and Rubber Company. Under deras styre producerades ytterligare filmer tills produktionen upphörde i början av 1957. Därefter släpptes ett antal av bolagets filmer genom andra distributörer fram till 1959. De gamla studiolokalerna köptes sedan av Lucille Ball och Desi Arnaz bolag Desilu Productions.
Dagens RKO-bolag äger rättigheterna till alla manus på de gamla filmerna och därmed alla nyinspelningar och uppföljare. Sålunda har de varit medproducent till några nya versioner av de gamla RKO-filmerna, exempelvis Joe – jättegorillan som är en nyinspelning av Fantomen från Afrika.